# Chris Cockmartin
Chris Cockmartin (27 augustus 1955) is een Vlaams televisieproducent.
Cockmartin belandde eerder toevallig bij de Belgische Radio en Televisie. Hij zat ooit samen op school bij Herman Van Molle en diende als kijker een vraag in voor diens programma De IQ-Kwis. Hij werd er vaste redacteur, een functie die hij ook opnam voor onder meer Namen Noemen en Met Mike in zee. In 1987 werd hij televisieproducent bij het BRT-departement Variété Woord en Spel.
In 1989 bij de start van de VTM koos hij ervoor een carrière verder te zetten bij een onafhankelijk productiehuis. Zo werkte hij onder meer bij Headtrick en Vlaamse Televisie Produkties (het latere Medialounge) en had eigen productiebedrijven met Jok Foe (samen met toenmalige echtgenote Goedele Liekens) en C-VIEW. Daarbij leverde hij aan VTM onder meer Rad van Fortuin, Wie ben ik?, De Planckaerts en Recht van antwoord en aan de VRT onder meer Zonnekinderen, De Nationale Test en Ik Leef Verder. Voor de SBS-groep was hij met zijn bedrijf leverancier van onder meer De Trouw die ik (niet) wou en Slimmer dan een kind van 10?
Cockmartin probeerde een opvolgprogramma voor het Gouden Oog van VTM verkocht te krijgen aan VRT of VTM, waarin hij pas slaagde na zich als Vlaamse Televisie Academie met een aantal eminente televisiemakers te verenigen en zo De Nacht van de Vlaamse Televisie Sterren in te richten.

## Privé
Cockmartin was sinds 1996 getrouwd met Goedele Liekens, met wie hij twee dochters heeft. Ze scheidden in 2006, maar bleven wel samen hun productiehuis Jok Foe leiden tot de ontmanteling in 2009.